# Даниел Шмедин
Даниел Шмедин е български футболист, полузащитник.
През сезон 2011/2012 година играе като преотстъпен във ФК Сливнишки герой (Сливница), но през ноември същата година разтрогва по взаимно съгласие.

## Кратка биография
Роден на 7 май 1991 г. в София. Израства в школата на ПФК Левски (София), като специалистите го смятат за една от най-големите надежди на българския футбол.
Показва отлични игри за юношите старша възраст на сините, като отбелязва много голове във вратите на противниците.
На 7 май 2009 година подписва предварителен договор с родния си клуб от квартал „Подуяне“, който е реализиран по-късно през годината.
През 2010 година играе за дублиращия състав на ПФК Левски (София), като отбелязва няколко важни гола, включително по два за победите с 10 – 0 над ПФК Локомотив (София) и 4 – 0 над Черноморец (Бургас), през пролетта на същата година.
През 2011 година е преотстъпен в елитния Калиакра (Каварна), заедно със съотборниците си Майкъл Тевия и Цветан Димитров, до края на сезона за черноморския клуб, където треньор е Тони Здравков.
Треньор на Калиакра е Тони Здравков, който отлично познава качествата на новите футболисти от дългогодишната си работа в треньорската школа на „сините“. В отбора обаче Шмедин трудно намира място в основния състав, вземайки участие едва в три срещи.
През месец юли 2011 година е преотстъпен на новакът в Западната „Б“ ПФГ ФК Сливнишки герой (Сливница). Юношески и младежки национал на България в периода от 2008 – 2011 година.